# بخش سامبا
بخش سامبا (به انگلیسی: Samba district) یک بخش در هند است که در جامو و کشمیر واقع شده‌است. بخش سامبا ۱٬۰۰۲ کیلومتر مربع مساحت و ۳۱۸٬۸۹۸ نفر جمعیت دارد.